# Ceferí Cella i Quivent
Ceferí Cella i Quivent, conegut com a Cella II, (Barcelona, 25 de juny de 1902 - Barcelona, 4 de setembre de 1976) fou un futbolista català de la dècada de 1920.

## Trajectòria
Va començar la seva trajectòria al FC Espanya, i l'any 1920 fitxà pel FC Barcelona, on jugà durant tres temporades. No jugà cap partit oficial amb el club, però sí 69 partits amistosos en els quals marcà 40 gols. El 1923 fitxà pel CE Europa, on jugà tres temporades més. El seu darrer club fou el CE Manresa. Fou germà del també futbolista Artur Cella.